# Елизавета фон Урах
Елизавета Августа Мария Флорестина Луиза фон Урах, графиня Вюртембергская (нем. Elizabeth Auguste Marie Florestine Luise von Urach, Gräfin von Württemberg; 23 августа 1894, замок Лихтенштайн — 13 октября 1962, замок Фрауенталь) — немецкая принцесса из рода Урах, в замужестве принцесса Лихтенштейнская.

## Биография
Елизавета родилась 23 августа 1894 года. Она была вторым из девяти детей Вильгельма фон Ураха (1864—1928) и Амалии Баварской (1865—1912).
До 1909 года она училась в средней школе святой Агнессы для девочек, в Штутгарте. Затем перешла в гимназию королевы Шарлотты, которую окончила в 1912 году. В мае того же года, после рождения девятого ребёнка, скончалась мать Елизаветы. После смерти матери, она стала помогать отцу управлять семейным хозяйством, которое располагалось во дворце на Неккарштрассе в Штутгарте, и взяла на себя воспитание младших братьев и сестер. В 1914 году стоимость имущества семьи составляла около восьми миллионов марок, с годовым доходом в 360 000 марок.
В 1913 году, принц Иоахим Прусский (1890—1920), младший сын императора Вильгельма II, тщетно ухаживал за ней. Елизавета и её отец отвергли его, потому что он был протестантом, а они сами были католиками.
Во время Первой мировой войны, Елизавета много переписывалась со своим отцом, который служил в звании генерал-лейтенанта и был командиром 26-й пехотной дивизии. Письма между герцогом Вильгельмом и его дочерью Елизаветой сейчас находятся в Главном государственном архиве в Штутгарте. После избрания её отца королем Литвы в 1918 году, под именем Миндаугас II, она считалась будущей Литовской принцессой. Однако после окончания Первой мировой войны, Литва была преобразована в республику.
Елизавета скончалась 13 октября 1962 года, в Штирии. Она была похоронена в Соборе Святого Флорина, в Вадуце.

## Личная жизнь
Весной 1921 года, Елизавета вышла замуж за Карла Алоиза Лихтенштейнского (1878—1955), девятого ребёнка Альфреда Лихтенштейнского (1842—1907) и его супруги Генриетты Лихтенштейнской (1843—1931). У Карла Алоиза и Елизаветы родилось четверо детей:
- Принц Вильгельм Альфред (29 мая 1922 — 27 ноября 2006), 19 августа 1950 года Эмме фон Гутмансталь-Бенвенути (1926—1984). У них родилось пять детей.
- Принцесса Мария Жозефа (6 июля 1923 — 5 мая 2005), монахиня.
- Принцесса Франциска (14 июня 1930 — 23 апреля 2006), вышла замуж за графа Рохуса фон Шпее (1925—1981), 29 мая 1965 года. У них родилось трое детей.
- Принц Вольфганг (род. 25 декабря 1934), женился 12 июля 1970 года на графине Габриэль Басселе де ла Розе (род. 1949). У них родилось двое детей.